# Peter Zelenský
Peter Zelenský (* 27. listopadu 1958) je bývalý slovenský fotbalista, záložník, reprezentant Československa.

## Fotbalová kariéra
Za československou reprezentaci odehrál v letech 1982–1985 patnáct utkání. Hrál za Spartak Trnava (1975–1979) a (1981–1982), Duklu Banská Bystrica (1979–1981), Bohemians Praha (1982–1988), KAA Gent (1988–1989) a FC Chur 97 (1989–1990).

## Ligová bilance
| Ročník                                   | Zápasy | Góly | Klub                  |
| ---------------------------------------- | ------ | ---- | --------------------- |
| 1. československá fotbalová liga 1975/76 | 2      | 0    | Spartak Trnava        |
| 1. československá fotbalová liga 1976/77 | 21     | 1    | Spartak Trnava        |
| 1. československá fotbalová liga 1977/78 | 30     | 1    | Spartak Trnava        |
| 1. československá fotbalová liga 1978/79 | 28     | 0    | Spartak Trnava        |
| 1. československá fotbalová liga 1979/80 | 25     | 2    | Dukla Banská Bystrica |
| 1. československá fotbalová liga 1980/81 | 11     | 3    | Dukla Banská Bystrica |
| 1. československá fotbalová liga 1981/82 | 29     | 0    | Spartak Trnava        |
| 1. československá fotbalová liga 1982/83 | 28     | 3    | Bohemians Praha       |
| 1. československá fotbalová liga 1983/84 | 25     | 1    | Bohemians Praha       |
| 1. československá fotbalová liga 1984/85 | 22     | 1    | Bohemians Praha       |
| 1. československá fotbalová liga 1985/86 | 16     | 0    | Bohemians Praha       |
| 1. československá fotbalová liga 1986/87 | 28     | 1    | Bohemians Praha       |
| 1. československá fotbalová liga 1987/88 | 20     | 0    | Bohemians Praha       |
| CELKEM                                   | 285    | 13   |                       |

## Trenérská kariéra
Po skončení aktivní kariéry působil jako trenér v MFK Dubnica a Spartaku Trnava.